# こどものとも
こどものともは、福音館書店が出版している月刊の絵本シリーズ。

## 概要
対象年齢別に種類がわかれており、読者の成長に合わせた内容が選べる。松居直によって1956年に創刊された。
発行部数の大半は、保育所や幼稚園との年間契約によるものであることが特徴である。
人気がある作品は、後に「こどものとも絵本(旧こどものとも傑作集)」として単行本で発売される。
1972年に創刊200号を迎えた際、収録された物語の登場キャラクターからの“お祝いのメッセージ”をまとめた形の「てがみのえほん」を出版した。
初期は裏表紙に編集部のコメントが掲載されていたが、現在は「絵本のたのしみ」という小冊子が付属し、作者のコメントなどが掲載されている。
絵本原画の多くは、宮城県美術館に所蔵。

## 種類
- こどものとも0.1.2 - 10ヶ月から2歳向け
- こどものとも年少版 - 2歳から4歳向け
- こどものとも年中向き - 4歳から5歳向け。以前は「年少版こどものとも（現在の「こどものとも年少版」とは別）」「普及版こどものとも」という誌名だった。再版作品を含む。
- こどものとも - 5歳から6歳向け

## 主な作品
- ぐりとぐらシリーズ（文：中川李枝子、絵：山脇百合子）
- だるまちゃんシリーズ（文・絵：加古里子）
- ばばばあちゃんシリーズ（文・絵：さとうわきこ）
- まあちゃんシリーズ（文・絵：高楼方子）
- そらまめくんシリーズ（文・絵：中屋美和）
- ぞうのたまごのたまごやき（文：寺村輝夫、当時の絵は和歌山静子の担当ではなかった）

「ぼくは王さま」シリーズ最初の作品。現在は理論社に権利が移っている。

## 節目の号

### こどものとも
| 号数               | 月号         | 作品                                          | 著者                                                  |
| ------------------ | ------------ | --------------------------------------------- | ----------------------------------------------------- |
| 1号                | 1956年4月号  | ビップとちょうちょう                          | 文：与田準一、絵：堀文子                              |
| 100号              | 1964年7月号  | ようちゃんともぐら                            | 文：石井桃子、絵：熊本元一                            |
| 121号 （創刊10年） | 1966年4月号  | はくちょうとおしどり                          | 文：岩崎京子、絵：野崎貢                              |
| 200号              | 1972年11月号 | てがみのえほん                                | 文・絵：堀内誠一                                      |
| 241号 （創刊20年） | 1976年4月号  | こすずめのぼうけん                            | 文：ルース・エインズワース、訳：石井桃子 絵：堀内誠一 |
| 300号              | 1981年3月号  | らいおん はしった                             | 文：工藤直子、絵：中谷千代子                          |
| 361号 （創刊30年） | 1986年4月号  | とんことり                                    | 文：筒井頼子、絵：林明子                              |
| 400号              | 1989年7月号  | おとうさんといっしょに -おばあちゃんのうちへ- | 文：白石清治、絵：西村繁男                            |
| 481号 （創刊40年） | 1996年4月号  | ケンカオニ                                    | 文：富安陽子、絵：西巻茅子                            |
| 500号              | 1997年11月号 | どろにんげん                                  | 文・絵：長新太                                        |
| 600号              | 2006年3月号  | いろ いきてる!                                | 文：谷川俊太郎、絵：元永定正                          |
| 601号 （創刊50年） | 2006年4月号  | ぞうくんの おおかぜさんぽ                     | 文・絵：なかのひろたか                                |
| 684号 （創立60年） | 2013年3月号  | ながいかみのむすめ チャンファメイ             | 再話：君島久子、絵：後藤仁                            |
| 700号              | 2014年7月号  | だるまちゃんとにおうちゃん                    | 文・絵：加古里子                                      |
| 721号 （創刊60年） | 2016年4月号  | もぐとぐると うみかぜごう                     | 文：安江リエ、絵：及川賢治                            |

増刊号
| 号数             | 月号             | 作品                                  | 著者                                     |
| ---------------- | ---------------- | ------------------------------------- | ---------------------------------------- |
| 200号記念増刊号  | 1972年11月号増刊 | うらしまたろう                        | 再話：時田史郎、絵：秋野不矩             |
| 200号記念増刊号2 | 1973年11月号増刊 | まのいいりょうし                      | 再話：瀬田貞二、絵：赤羽末吉             |
| 500号記念増刊号  | 1997年11月号増刊 | いっしょに あそぼう みっつの おはなし | 文・絵：林明子、さとうわきこ、山脇百合子 |

### こどものとも年中向き
| 号数                | 月号         | 作品                             | 著者                                                  | 備考                                                |
| ------------------- | ------------ | -------------------------------- | ----------------------------------------------------- | --------------------------------------------------- |
| （なし：創刊号）    | 1968年4月号  | おおきくなるの                   | 文・絵：堀内誠一                                      | 「年少版こどものとも」として創刊                    |
| （なし：新作1号）   | 1969年7月号  | ころころだるまさん               | 文：荒川薫、絵：赤羽末吉                              |                                                     |
| （なし）            | 1973年4月号  | おおきなかぶ                     | 再話：内田莉莎子、絵：佐藤忠良                        | 「普及版こどものとも」に改題                        |
| （創刊10年）        | 1978年4月号  | おおきなかぶ                     | 再話：内田莉莎子、絵：佐藤忠良                        |                                                     |
| 1号                 | 1986年4月号  | こぐまとシーソー                 | 文：ヘレナ・ベフレロヴァ、訳：内田莉莎子 絵：中野弘隆 | 「こどものとも年中向き」に改題 この号から号数がつく |
| 25号 （創刊20年）   | 1988年4月号  | おっとおとしもの                 | 文・絵：五味太郎                                      |                                                     |
| 100号               | 1994年7月号  | ゆうだち                         | 文・絵：中西恵子                                      |                                                     |
| 145号 （創刊30年）  | 1998年4月号  | うみやまがっせん                 | 原案：上沢謙二、文：長谷川摂子 絵：大島英太郎         |                                                     |
| 200号               | 2002年11月号 | みんな みてみて                  | 文・絵：入村定子                                      |                                                     |
| 240号 （新作200号） | 2006年3月号  | まよなかのおはなみ               | 文：星野はしる、絵：菅野由貴子                        |                                                     |
| 265号 （創刊40年）  | 2008年4月号  | いーくつ いくつ わたしは いくつ? | 文・絵：正高もとこ                                    |                                                     |
| 300号               | 2011年3月号  | うどんやの たあちゃん            | 文・絵：鍋田敬子                                      |                                                     |
| 385号 （創刊50年）  | 2018年4月号  | さあててぼくはだれでしょう       | 文：小野寺悦子、絵：和歌山静子                        |                                                     |
| 400号               | 2019年7月号  | まどのむこうのくだものなあに?    | 文・絵：新井真紀                                      |                                                     |

### こどものとも年少版
| 号数               | 月号         | 作品                        | 著者                                   |
| ------------------ | ------------ | --------------------------- | -------------------------------------- |
| 1号                | 1977年4月号  | どうすればいいのかな?       | 文：渡辺茂男、絵：大友康夫             |
| 100号              | 1985年7月号  | おふろだ、おふろだ!         | 文：渡辺茂男、絵：大友康夫             |
| 121号 （創刊10年） | 1987年4月号  | たまごのあかちゃん          | 文：神沢利子、絵：柳生弦一郎           |
| 200号              | 1993年11月号 | しりとりしりとり あきのまき | 文・絵：いまきみち                     |
| 241号 （創刊20年） | 1997年4月号  | だれかがいます              | 文・絵：五味太郎                       |
| 300号              | 2002年3月号  | きいろいはな みつけた       | 文・絵：甲斐信枝                       |
| 361号 （創刊30年） | 2007年4月号  | くまさん おでかけ           | 文：なかがわりえこ、絵：なかがわそうや |
| 400号              | 2010年7月号  | おかしな おかし             | 文：石津ちひろ、絵：山村浩二           |
| 481号 （創刊40年） | 2017年4月号  | いちばんせんちょう          | 文：こさかまさみ、絵：はたこうしろう   |
| 500号              | 2018年11月号 | のってみたいな              | 文・絵：たむらしげる                   |

### こどものとも0.1.2
| 号数               | 月号         | 作品              | 著者                             |
| ------------------ | ------------ | ----------------- | -------------------------------- |
| 1号                | 1995年4月号  | でてこい でてこい | 文・絵：はやしあきこ             |
| 100号              | 2003年7月号  | あめかな!         | 文・絵：U. G. サトー             |
| 121号 （創刊10年） | 2005年4月号  | ちゅっ ちゅっ     | 文・絵：MAYA MAXX                |
| 200号              | 2011年11月号 | むくむく もごもご | 文：松竹いね子、絵：ましませつこ |
| 241号 （創刊20年） | 2015年4月号  | あさですよ        | 文：木坂涼、絵：わかやましずこ   |

## 関連書籍
- 福音館書店編集部『おじいさんがかぶをうえました―月刊絵本「こどものとも」50年の歩み』福音館書店、2005年。ISBN 4834021475。